# Raisa O'Farrill
Raisa O'Farrill Bolanos (San Diego del Valle, 17 aprile 1972 – L'Avana, 30 maggio 2023) è stata una pallavolista cubana.

## Biografia
Giocò per molte stagioni nel Villa Clara. Fece parte della nazionale cubana femminile di pallavolo, con cui vinse due ori olimpici consecutivi (Barcellona 1992 e Los Angeles 1996).
Prese parte anche ai mondiali del 1994 in Brasile.
Raisa O'Farrill è morta nella primavera del 2023. Aveva 51 anni.